# Quyền Pháp

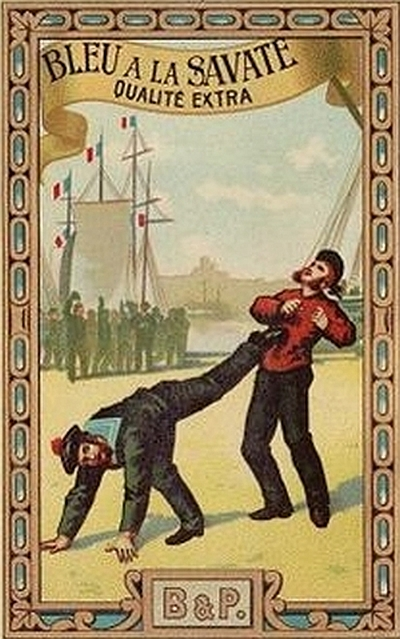
Tranh vẽ Bleu a la savate

Savate hay còn gọi là quyền Pháp hay còn gọi là quyền thuật Pháp quốc là một môn võ thuật truyền thống của nước Pháp, đây là môn võ dựa trên các kỹ thuật chiến đấu chủ yếu bằng đòn chân, xuất phát từ nhu cầu tự vệ và thể dục thể thao. Môn võ này vừa có dáng dấp của quyền Anh, quyền Thái và Pencak silat. Những nữ võ sinh môn quyền Pháp được gọi là "Tireuses".

## Lịch sử
Môn võ Savate ra đời vào khoảng thế kỷ XVII tại Paris và miền Bắc nước Pháp. Tại thời điểm đó, môn võ này được mọi người ưa chuộng, xem như một thứ "kỹ thuật tự vệ đường phố" hữu hiệu, môn võ này được biết với tên gọi "Savate de Rue" (Savate đường phố). Khi xuất hiện ở miền Nam nước Pháp thì nó bị coi là "trò thi thố sức mạnh" của các thủy thủ ở Marseille. Môn võ Savate từng bị lãng quên trong gần 100 năm. Đến Thế kỷ XIX, môn võ này hồi sinh vào năm 1825, nhờ vào ông Michel Casseaux (1794-1869). Một học trò của ông là Charles Lecour (1808-1894) đã đưa Savate ra khỏi nước Pháp với tên mới "Boxe Francaise" nghĩa là Quyền thuật Pháp quốc. Ông Lecour là người mê thể thao và từng là tay đấm quyền Anh và ông đã nghiên cứu đưa đòn tay trong môn đấm bốc vào môn Savate, dù khởi thủy của môn võ này ban đầu chỉ có đòn chân. Sau khi phát triển môn võ này, ông truyền bá sang nước Anh. Nhưng môn võ này bị giới quý tộc Anh chỉ trích "một thứ đấm bốc không thượng võ" vì những đòn chân nguy hiểm. Trong khi từ Pháp, Savate lan đến vùng Tây Bắc Ý, rồi Đông Bắc Tây Ban Nha. Đến năm 1924, với màn ra mắt ấn tượng tại Olympic Games Paris, môn võ Savate mới được quốc tế công nhận là môn võ đặc trưng của người Pháp. Năm 2010, FISU (Liên đoàn Thể thao Hoàn vũ) quyết định tổ chức "Giải vô địch quyền thuật Pháp quốc hoàn vũ" lần đầu tiên tại Nantes.

## Kỹ thuật

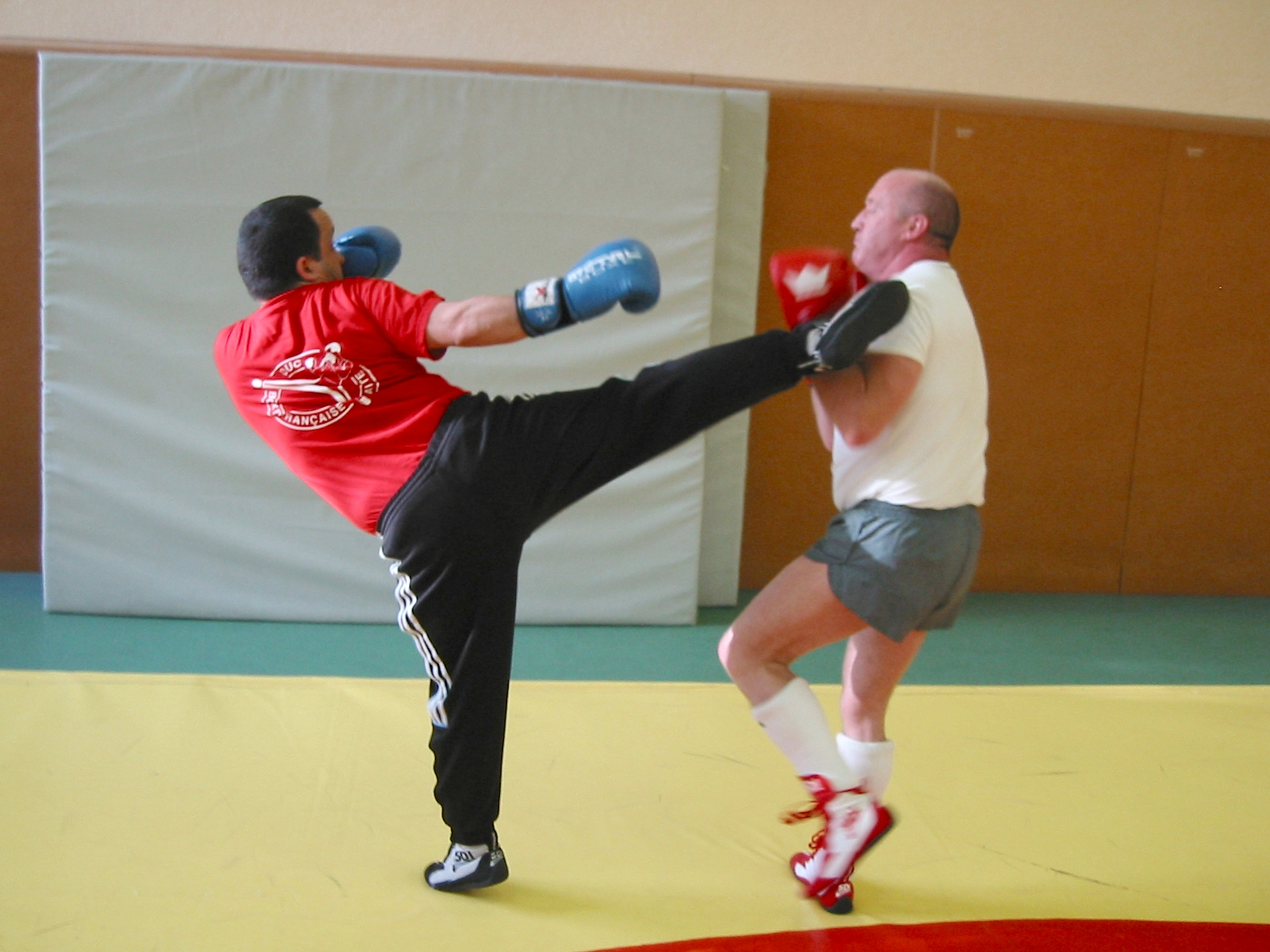
Môn savate

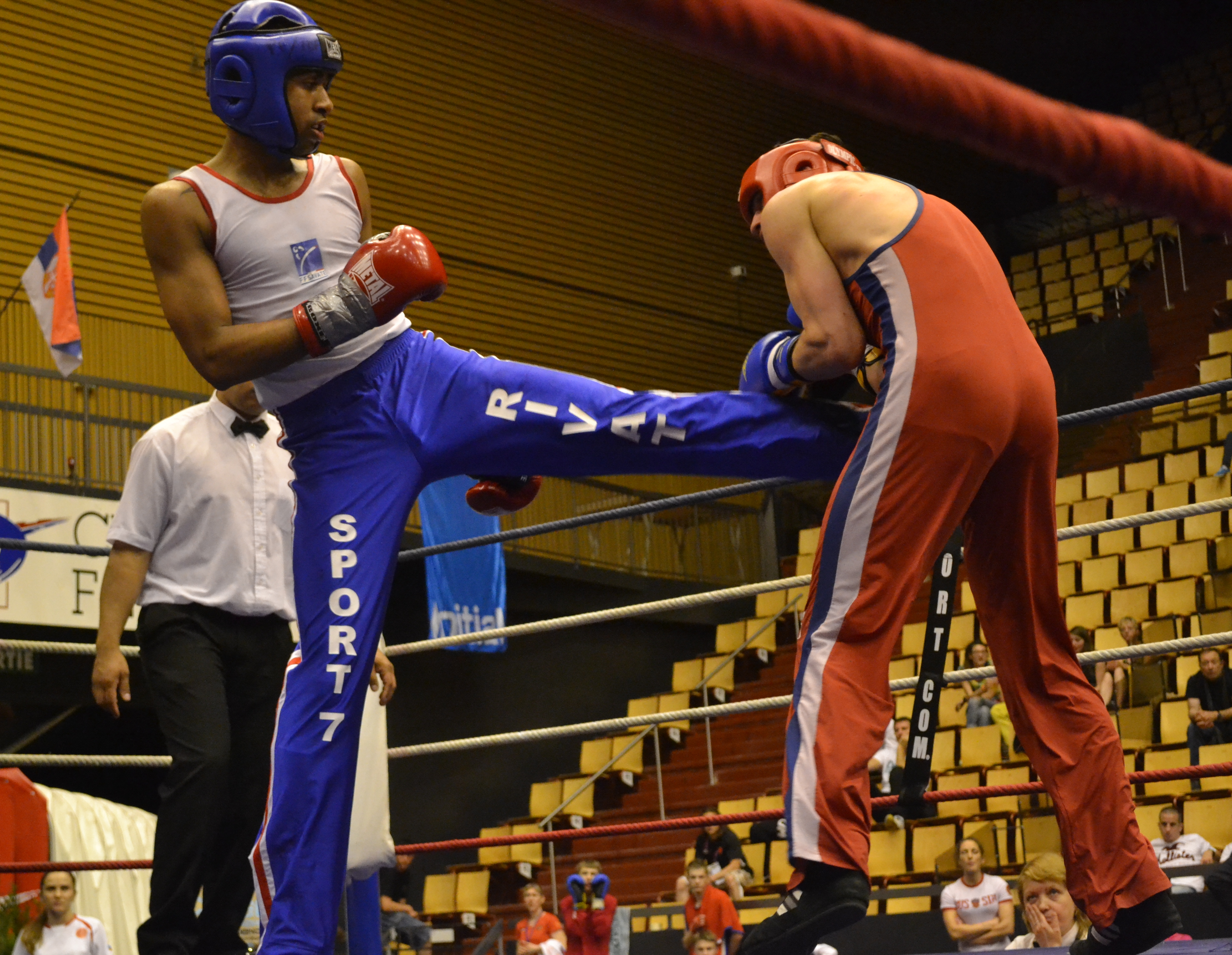
Một trận đấu môn quyền Pháp

Môn võ Savate hiện đại phân hóa nhiều trường phái, và còn sử dụng cả kiếm, gươm, đoản côn. Tiến tới thể thao hóa, võ này dần loại bỏ những đòn thế nặng dấu ấn võ đường phố (với các đòn như móc mắt, đánh đầu, đòn gối, đòn chỏ). Cũng như các môn võ thể thao Karate và Taekwondo thì Savate chú trọng vào đòn chân, đặc biệt là các đòn đá thẳng và đá cầu vồng, đá thấp (phang ống quyển), ngoài ra đòn tay cũng rất lợi hại với lối đánh nhanh, mạnh y như môn đấm bốc (quyền Anh), phải kể là các đòn chém và cú đấm xốc từ dưới lên (Upper-cut) khi nhập nội (áp sát). Nhưng lối đánh của Savate khác với Karate, Taekwondo hay Boxing là do ở các thế đứng tấn và các thế thủ. 
Tấn pháp tuy có phần tầm thấp nhưng lại không theo hệ thống nhất định giống như tấn pháp của Karate, Taekwondo, hay các môn võ cổ truyền Trung Quốc, thế thủ thì lại không giống Boxing (quyền Anh) vì khi đứng tấn thì tay luôn luôn mở ra, hướng lên trên hoặc về phía trước (không nắm tay lại như boxing), khi tấn công thì đòn tay của Savate mới giống của boxing. Trong môn savate, thế thủ thấp, bàn tay mở hướng về phía trước, và không bao giờ nắm tay lại để đấm. Bàn tay luôn xoè ra tát vào mặt địch thủ. Savate hiện đại chỉ giữ lại 4 đòn chân và 4 đòn tay (thực chất là 4 cú đấm của quyền Anh).
- Đòn chân:
  - Fouett (đòn đá vòng cầu bằng lưng bàn chân hoặc ống chân)
  - Chass (đá láy)
  - Revers/rơ-ve (đá trước bằng gót chân)
  - Coup de pied bas (đá quét)
- Đòn tay: 
  - Direct bras avant (đấm thẳng tay trước)
  - Direct bras arrière (đấm thẳng tay sau)
  - Crochet (cú đấm móc)
  - Upper cut (cú đấm xốc).

## Học viên nổi tiếng

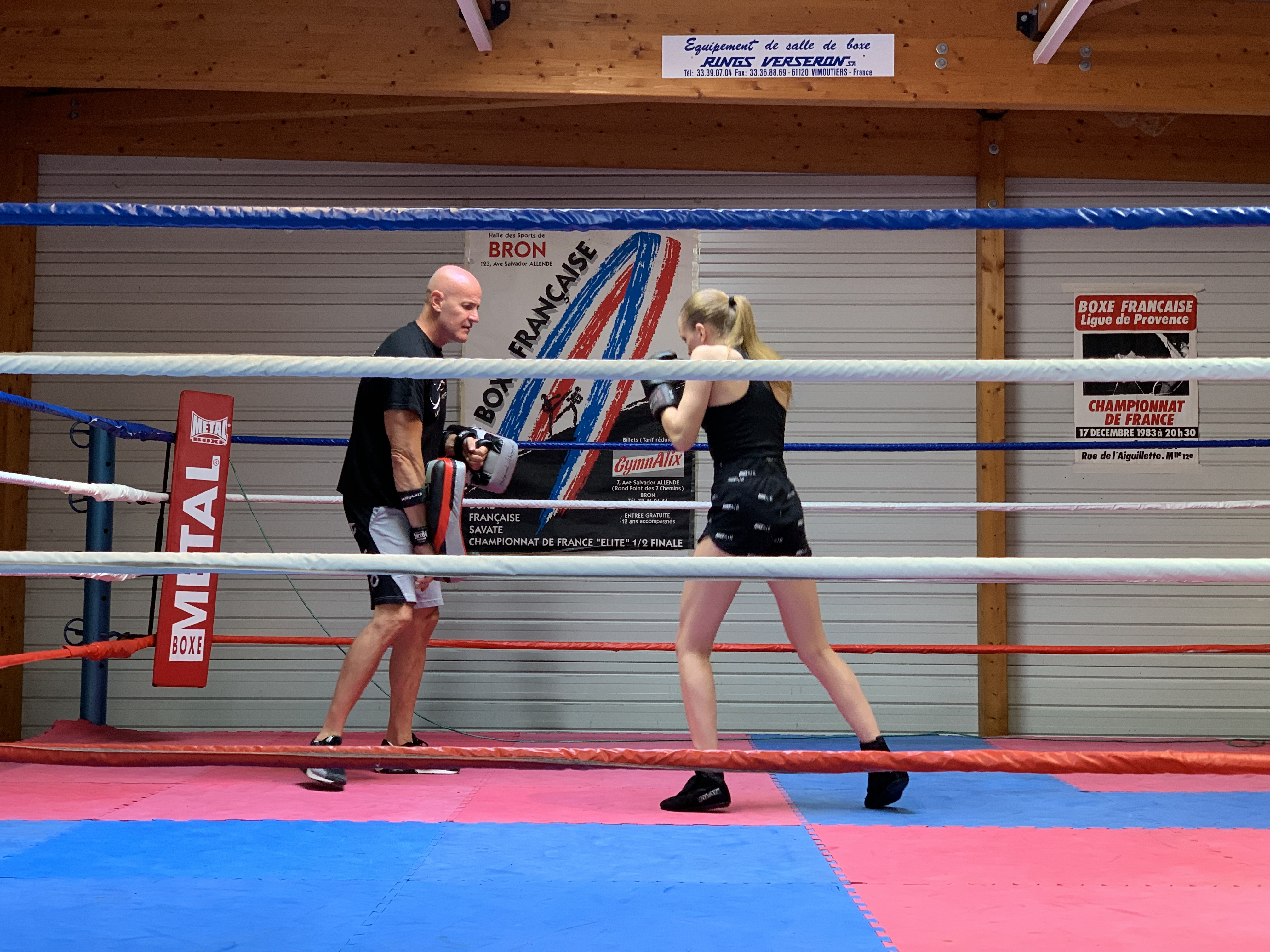
Một võ sinh môn quyền Pháp

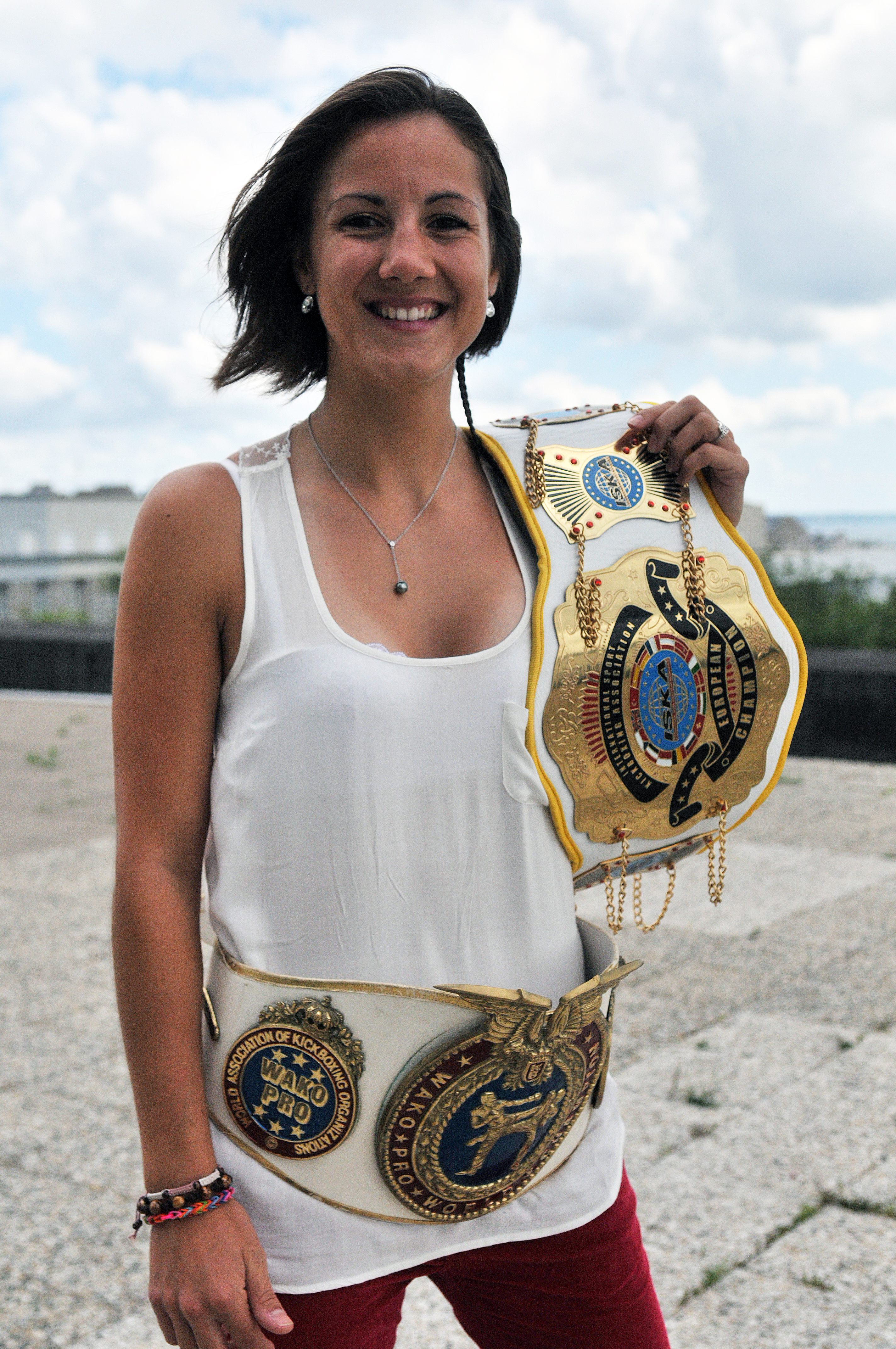
Võ sinh Cindy Perros

- Farid Khider
- Johnny Catherine
- Tony Ancelin
- Cyrielle Girodias
- Richard Sylla
- Andrè Panza
- Kamel Chouaref
- Sébastien Farina
- Bertrand Soncourt
- Amri Madani
- Christophe Landais
- Enoch Effah
- Arnaud de Pape
- Johnny Catherine
- Jacques Dobaria
- Kader Kessaghli
- Derenik Sargsyan
- Fathi Mira
- Jérôme Huon
- Tony Ancelin
- Ismaila Sarr
- Djibrine Fall
- Télémaque Cyrielle Girodias
- François Pennacchio
- Paolo Biotti
- Julie Burton
- Slimane Sissoko
- Max Greco
- Julie Lazard
- Mike et Sullivan Lambret
- Richard et Romain Carbone
- Tony Ancelin
- Alexandre Dumas
- Gioachino Rossini
- Lord Byron